# Better Days
Better Days (chino: 少年的你, pinyin: Shàonián dě Nǐ, también conocida como In His Youth), es una película hongkonesa-china dirigida por Derek Tsang y estrenada el 25 de octubre de 2019. Está basada en la novela "In His Youth, In Her Beauty" (少年的你, 如此美丽) del autor Jiu Yuexi.
Es una coproducción entre Hong Kong y China. La película gira en torno a una joven que está siendo intimidada en la escuela y su relación poco probable con un joven de la calle duro, quien hace todo lo que está en sus manos para protegerla, mientras ella hace frente a las presiones de sus exámenes finales.

## Sinopsis
Cuando llega el momento de presentar el gaokao chino, un examen nacional de ingreso a la universidad de dos días, todo el país se detiene. Para casi diez millones de estudiantes de secundaria, este examen no solo determina dónde y si pueden estudiar, sino también el destino de todas sus familias.
Chen Nian, es una joven con pocos recursos, que como muchos otros se ha estado preparando para el estresante examen, aislándose y eliminando todo lo demás de su vida, sin embargo todo cambia cuando muestra simpatía públicamente por otra víctima de acoso escolar, que poco después se suicida, convirtiéndola en el nuevo blanco del implacable, violento y constante acoso escolar de un grupo de compañeras de clase, lideradas por la joven rica Wei Lai y sus dos cómplices. Para empeorar las cosas, su madre, vende máscaras faciales de baja calidad para ganar dinero, por lo que está constantemente huyendo de los compradores enojados.
Poco después cuando conoce a Liu Beishan, un joven huérfano criminal de poca monta, a quien intenta salvar de un ataque, encuentra protección junto a él y pronto ambos forman una fuerte amistad, que poco a poco se convierte en romance.
Sin embargo antes de que puedan retirarse completamente a un mundo propio y ser felices, los dos son arrastrados en medio del caso de asesinato de Wei Lai, donde ambos son los principales sospechosos, por lo que Beishan hace todo lo que está en sus manos para proteger a Nian y asegurar su futuro, prometiéndole volverse a encontrar con ella.

## Personajes

### Personajes principales
| Actor       | Personaje   | Notas       |
| ----------- | ----------- | ----------- |
| Zhou Dongyu | Chen Nian   |             |
| Jackson Yee | Liu Beishan | [ 7 ] [ 8 ] |

### Personajes secundarios
| Actor            | Personaje     | Notas |
| ---------------- | ------------- | --- |
| Yin Fang (尹昉)  | Zheng Yi      | Es un oficial de la policía encargado de investigar los casos de Hu Xiaodie, Chen Nian y Wei Lai. Cuando descubre que Chen Nian está siendo acosada por Wei Lai y sus amigas la defiende. |
| Huang Jue (黃珏) | Lao Yang      | Es un oficial de la policía y superior de Zhen Yi, encargado de investigar los casos de Hu Xiaodie, Chen Nian y Wei Lai. |
| Wu Yue (吴越)    | Zhou Lei      | Es la madre de Chen Nian, vende ilegalmente mascarillas y le debe a varios prestamistas. Deja por un tiempo a Chen Nian y luego regresa. |
| Zhou Ye (周也)   | Wei Lai       | Es una estudiante que proviene de una familia con dinero y no tiene remordimiento por sus acciones. Es la responsable de hacerle bullying a Hu Xiaodie, lo que ocasiona su muerte y poco después comienza a acosar a Chen Nian, cuando ella muestra compasión por la muerte de Xiaodie. Luego de que Chen Nian reportara sus acciones con la policía, es suspendida de la escuela. Más tarde muere luego de caer de las escaleras mientras acosaba a Chen Nian. |
| Zhang Xinyi      | Xu Miao       | Es una estudiante y parte del grupo de Wei Lai, responsables del bullying realizado hacia Hu Xiaodie. Wei Lai la considera como a alguien en quien no puede confiar. Luego de que Chen Nian las reporta a la policía por sus acciones es suspendida de la escuela. Más tarde se convierte en el centro de acoso de Wei Lai y su grupo, y con tal de que dejen de molestarla, hace que Chen Nian caiga en la trampa de Wei Lai.                                  |
| Liu Ran          | Luo Ting      | Es una estudiante y parte del grupo de Wei Lai, responsables del bullying realizado hacia Hu Xiaodie. Wei Lai la considera una idiota a la que puede manejar a su antojo. Luego de que Chen Nian las reporta a la policía por sus acciones es suspendida de la escuela. |
| Zhang Yao (张耀) | Li Xiang      | Es un estudiante y compañero de clases de Chen Nian, quien le pide que aguante un tiempo más las artimañas de Wei Lai, hasta que logren pasar los exámenes, y así podrá ser libre. |
| Zhang Yifan      | Hu Xiaodie    | Es una estudiante y compañera de clases de Chen Nian, quien se quita la vida por el bullying que recibe por parte de Wei Lai y sus amigas. Antes de morir le revela a Chen Nian que había estado siendo acosada por Wei Lai. |
| Zhao Runnan      | Fang Yongkang | Es un pandillero y amigo de Liu Beishan. |
| Gao Xuanming     | Lai Zi        | Es un pandillero y amigo de Liu Beishan. |

### Otros personajes
| Actor                 | Personaje    | Notas                                                                                              |
| --------------------- | ------------ | -------------------------------------------------------------------------------------------------- |
| Xie Xintong           | Wang Li      | Es una oficial de la policía, que no cree en la inocencia de Chen Nian sobre el caso de Wei Lai.   |
| Wu Yujuan (伍宇娟)    | -            | |
| Luo Junlin            | -            | |
| Heliao Lüyun (何建逸) | -            | Es el joven jefe de una pandilla que ataca a Liu Beishan.                                          |
| -                     | Yang Keiyuan | Es un estudiante.                                                                                  |
| -                     | Yi Xingtong  | Es un estudiante.                                                                                  |
| -                     | Li Zhengting | Es un estudiante.                                                                                  |
| -                     | Song Yunlin  | Es un estudiante.                                                                                  |
| -                     | Yin Tianyu   | Es un estudiante.                                                                                  |
| -                     | Deng Jingyao | Es un estudiante.                                                                                  |
| -                     | Zhang Jing   | Es una joven a la que Liu Beishan le hace creer que va a atacarla para que la policía crea su pan. |
| -                     | Luo Jun      | Es la madre de Liu Beishan, quien es abandonada por su esposo y más tarde abandona a su hijo.      |

## Música
El OST de la película está conformado por 2 canciones:
| No. | Intérprete  | Canción                  | Música  | Letra    | Notas                   |
| --- | ----------- | ------------------------ | ------- | -------- | ----------------------- |
| 1   | JJ Lin      | "We are Well" (我们很好) | JJ Lin  | Ge Dawei | (canción de inicio)     |
| 2   | Jackson Yee | "Thoughts" (念想)        | Wang Zi | Wang Zi  | (canción de interludio) |

## Premios y nominaciones
| Año  | Categoría                          | Premio                                           | Nominado                          | Resultado |
| ---- | ---------------------------------- | ------------------------------------------------ | --------------------------------- | --------- |
| 2021 | Best International Feature Film    | 93rd Oscar Award                                 | Better Days                       | Nominado  |
| 2020 | Film Role of the Year              | Hong Kong Screenwriters' Guild                   | Zhou Dongyu                       | Nominado  |
| 2020 | Recommended Screenplay of the Year | Hong Kong Screenwriters' Guild                   | Lam Wing Sum, Li Yuan y Xu Yimeng | Nominado  |
| 2020 | Best Actress                       | 33rd Golden Rooster Award                        | Zhou Dongyu                       | Ganó      |
| 2020 | Best Actor                         | 33rd Golden Rooster Award                        | Jackson Yee                       | Nominado  |
| 2020 | Best Picture                       | 33rd Golden Rooster Award                        | Better Days                       | Nominado  |
| 2020 | Best Actress                       | 14th Asian Film Award                            | Zhou Dongyu                       | Ganó      |
| 2020 | Best Newcomer                      | 14th Asian Film Award                            | Jackson Yee                       | Ganó      |
| 2020 | Best Editing                       | 14th Asian Film Award                            | Zhang Yibo                        | Nominado  |
| 2020 | Best Costume Designer              | 14th Asian Film Award                            | Dora Ng                           | Nominada  |
| 2020 | Best Actress                       | 35th Hundred Flowers Award                       | Zhou Dongyu                       | Ganó      |
| 2020 | Best Newcomer                      | 35th Hundred Flowers Award                       | Jackson Yee                       | Ganó      |
| 2020 | Best Supporting Actress            | 35th Hundred Flowers Award                       | Wu Yue                            | Nominada  |
| 2020 | Best Director                      | 35th Hundred Flowers Award                       | Derek Tsang                       | Ganó      |
| 2020 | Best Picture                       | 35th Hundred Flowers Award                       | Better Days                       | Ganó      |
| 2020 | Black Mulberry                     | Far East Film Festival                           | Better Days                       | Ganó      |
| 2020 | Golden Mulberry                    | Far East Film Festival                           | Better Days                       | Ganó      |
| 2020 |                                    | Online Edition of Udine Festival                 | Better Days                       | Ganó      |
| 2020 | Best Actress                       | 39th Hong Kong Film Award                        | Zhou Dongyu                       | Ganó      |
| 2020 | Best Actor                         | 39th Hong Kong Film Award                        | Jackson Yee                       | Nominado  |
| 2020 | Best New Performer                 | 39th Hong Kong Film Award                        | Jackson Yee                       | Ganó      |
| 2020 | Best Director                      | 39th Hong Kong Film Award                        | Derek Tsang                       | Ganó      |
| 2020 | Best Film                          | 39th Hong Kong Film Award                        | Jojo Hui                          | Ganó      |
| 2020 | Best Screenplay                    | 39th Hong Kong Film Award                        | Lam Wing Sum, Li Yuan y Xu Yimeng | Ganó      |
| 2020 | Best Cinematography                | 39th Hong Kong Film Award                        | Yu Jing Pin                       | Ganó      |
| 2020 | Best Film Editing                  | 39th Hong Kong Film Award                        | Zhang Yibo                        | Nominado  |
| 2020 | Best Art Direction                 | 39th Hong Kong Film Award                        | Liang Honghu                      | Nominado  |
| 2020 | Best Costume & Make Up Design      | 39th Hong Kong Film Award                        | Dora Ng                           | Ganó      |
| 2020 | Best Original Film Song            | 39th Hong Kong Film Award                        | "Fly"                             | Ganó      |
| 2020 | Best Original Film Score           | 39th Hong Kong Film Award                        | Varqa Buehrer                     | Nominado  |
| 2020 | Best Actress                       | 26th Hong Kong Film Critics Society Award        | Zhou Dongyu                       | Nominada  |
| 2020 | Best Actor                         | 26th Hong Kong Film Critics Society Award        | Jackson Yee                       | Nominado  |
| 2020 | Best Director                      | 26th Hong Kong Film Critics Society Award        | Derek Tsang                       | Ganó      |
| 2020 | Best Film                          | 26th Hong Kong Film Critics Society Award        | Better Days                       | Nominado  |
| 2020 | Recommended Film Award             | 26th Hong Kong Film Critics Society Award        | Better Days                       | Ganó      |
| 2020 | Best Screenplay                    | 26th Hong Kong Film Critics Society Award        | Lam Wing Sum, Li Yuan y Xu Yimeng | Nominados |
| 2019 | Film Actor of the Year             | 2019 Tencent Entertainment White Paper Award     | Jackson Yee                       | Ganó      |
| 2019 | Film Actress of the Year           | 2019 Tencent Entertainment White Paper Award     | Zhou Dongyu                       | Ganó      |
| 2019 | Best Actress in New Chinese Cinema | 4th International Film Festival and Awards Macao | Zhou Dongyu                       | Ganó      |
| 2019 | Best Film                          | 4th International Film Festival and Awards Macao | Derek Tsang                       | Nominado  |

## Producción
También es conocida como The Youthful You, The Youthful You Who Was So Beautiful, 少年的你, 如此美丽, 更好的明天, Shao Nian De Ni, Ru Ci Mei Li y/o Geng Hao De Ming Tian y está basada en la novela de ficción juvenil "In His Youth, In Her Beauty" (少年的你, 如此美丽) del autor Jiu Yuexi.
La película ayudó a crear conciencia sobre el acoso escolar en China.
Fue dirigida por Derek Tsang (Derek Kwok-Cheung Tsang), quien contó con el apoyo de los guionistas Lam Wing Sum, Li Yuan y Xu Yimeng.
La producción estuvo a cargo de Xu Yuezhen, mientras que la música fue realizada por Varqa Buehrer.
La cinematografía fue realizada por Yu Jing-Pin y la edición fue hecha por Zhang Yibo
La producción comenzó en julio del 2018 y finalizó el 10 de septiembre del mismo año, la mayor parte de la película fue filmada en Chongqing.
Para la película los actores principales Zhou Dongyu y Jackson Yee tuvieron que raparse.
La película contó con el apoyo de las compañías de producción "Henan Film Group", "China Wit Media", "Tianijn Xiron Entertainment", "We Pictures" y "Shooting Pictures". Y fue distribuida por "Lian Rui (Shanghai) Pictures", "Shanghai Taopiaopiao Film Culture", "Tianjin Maoyan Weying Media", "Huaxia Film Distribution" y "Golden Village Pictures".

### Recepción
La película fue bien recibida por los críticos y la audiencia, señalando la ilustración creíble de los desgarradores efectos del acoso y la intimidación, así como las luchas dentro de la escuela, la sociedad opresiva y como el comportamiento vengativo se amplifica a través de los medios sociales.
También fueron elogiados las interpretaciones de los actores principales Zhou Dongyu y Jackson Yee.
Douban, un importante sitio de calificación de medios chinos, le dio al drama una puntuación de 8.4 de 10. La película también Better Days obtuvo una calificación de 9.5 de 10 usuarios en la plataforma de venta de entradas de películas Maoyan, con un promedio de 1.27 millones de calificaciones.
Cary Darling del "Houston Chronicle" señala que es una de las mejores películas del año, una película hermosamente grabada y con una banda sonora conmovedora". Mientras que John Berra del "Screendaily" menciona que la película "ofrece una representación creíble de los conflictos de instituto (...) quizá tenga un toque artístico superficial, pero es difícil no conmoverse con sus preocupaciones".
Jessica Kiang del "Variety" indica que es "un melodrama apasionante, interpretado de forma magistral (...) Explora de forma sensible, elegante y emotiva la sociedad china contemporánea", y Richard Whittaker del "Austin Chronicle" señala que el director "Tsang nos recuerda que el sistema no funciona, algo que hace que su historia simple y superficial tenga cierto poder subversivo".

### Estreno
Originalmente la película estaba programada para ser estrenada a nivel mundial a principios del verano, sin embargo retirada de distribución por el gobierno chino sin ninguna explicación, lo que generó temores de que el gobierno del presidente Xi Jinping se volviera incluso más censurado.
Los productores de la película se vieron obligados a retirarla del festival de cine de Berlín en febrero del 2019, y se vieron afectados por un boicot chino a los premios Golden Horse en Taiwán en septiembre del mismo año.
Sin embargo la película finalmente fue estrenada el 25 de octubre del 2019 en China y por "Well Go USA Entertainment" en mandarín con subtítulos en inglés en algunas salas de cine seleccionadas en New York, Los Ángeles, San Francisco, Toronto y otras ciudades importantes en los Estados Unidos y Canadá.
En diciembre del 2019 la película fue proyectada durante el 4.º. Festival de Cine Internacional de Macao (inglés: "4th Macao International Film Festival").

### Taquilla
La película recaudó más de 100 millones de yuanes (alrededor de 14.237 millones de dólares estadounidenses) en su día inaugural y ganó más de 1.290 millones de yuanes (unos 184 millones de dólares estadounidenses) en los últimos 15 días, según Maoyan.

### Estreno internacional
| País           | Título                                  | Fecha de Estreno        |
| -------------- | --------------------------------------- | ----------------------- |
| Australia      | Better Days                             | 7 de noviembre de 2019  |
| Canadá         | Better Days                             | 8 de noviembre de 2019  |
| China          | 少年的你 Shao nian de ni Siunin dik nei | 25 de octubre de 2019   |
| Corea del Sur  | Better Days                             | 9 de julio de 2020      |
| España         | Better Days                             | 23 de noviembre de 2021 |
| Estados Unidos | Better Days                             | 8 de noviembre de 2019  |
| Hong Kong      | Shao nian de ni Siunin dik nei          | 5 de diciembre de 2019  |
| Irlanda        | Better Days                             | 22 de noviembre de 2019 |
| Malasia        | Shao nian de ni                         | -                       |
| Nueva Zelanda  | Better Days                             | 7 de noviembre de 2019  |
| Reino Unido    | Better Days                             | 8 de noviembre de 2019  |
| Singapur       | Shao nian de ni                         | 7 de noviembre de 2019  |
| Taiwán         | Shao nian de ni                         | -                       |
| Ucrania        | Найкращi днi                            | -                       |